# 维克森林大学商学院
维克森林大学商学院是位于北卡罗来纳州温斯顿-塞勒姆的威克森林大学的商学院。该学院为大约1,314名学生提供本科课程，以及与管理相关的硕士课程。 该学院获得了南方学院与学校协会学院委员会和国际高等商学院协会的认证，并且后者还对其会计学课程进行了补充认证。 商学院在北卡罗莱纳州夏洛特市还设有一个分校区。

## 历史
维克森林大学商学院成立于1969年，最初提供商业和会计学的本科课程。随着时间的推移，学院扩大了其学术项目，并在1980年代推出了MBA课程。随着学校的发展，2013年开设了主要的教学楼Farrell Hall，成为商学院的主要设施。

## 学术概况
本科课程包括理学学士学位课程，专业方向有金融、会计、数学商业和企业管理。 研究生商科课程包括工商管理硕士、管理学硕士、商业分析学硕士和会计学硕士。 学校还提供联合学位课程：医学博士与工商管理硕士；哲学博士与工商管理硕士；工商管理硕士与会计学硕士联合课程；以及与威克森林大学法学院联合的工商管理硕士与法学博士。
理学学士 选择此学位课程的学生可以选择主修金融、会计、数学商业或企业管理。
管理学硕士 这是一个为期10个月的课程，专为非商科背景和商业知识有限的学生设计。 具体来说，它适合最近毕业的文科、理科和工程学毕业生。 课程内容涵盖与金融、市场营销、会计、沟通、战略、运营、商业分析、经济学、组织行为、法律、职业管理、信息技术和伦理相关的商业概念。
该课程包括一个研究生咨询项目，学生团队与组织合作，一个面向有意修读管理与医师助理学双学位的学生的“新兴领导者项目”，以及为希望获得管理学硕士和商业分析学学位的国际学生设立的“国际领导者项目”。
商业分析学硕士
该学位课程于2016年启动。2018年，新增了在线版本。 入学要求包括商业、工程、数学、经济学、计算机科学或文科的学士学位，以及微积分和统计学课程。
该项目涵盖的核心主题包括：职业管理；分析软件技术；概率和统计建模；社会中的分析：数据的安全、法律、政策和企业问题；以及预测。 课程还包括一个为期三门课的实践项目，要求学生在实际的公司项目中应用所学知识。 该课程具有STEM和OPT认证。
会计学硕士 该学位课程的学生可以选择审计服务、税务咨询或财务交易服务方向的专业。 最后一个方向仅限于威克森林大学提供。
学校提供一个可选的第三学期，学生有机会参加为期九周的有薪实习。
工商管理硕士 该MBA课程在两个校区提供三种课程形式，课程内容涵盖金融、运营、市场营销、创业和信息技术等学科的全球视角。可选专业方向有商业分析、战略与领导力、金融、项目管理和数字营销。 在2023年，美国新闻与世界报道连续第13年将威克森林MBA评为北卡罗来纳州最佳非全日制MBA项目，并将其评为全美前10%的非全日制MBA项目。
学生可以通过以下三种形式参与MBA课程：在温斯顿-塞勒姆或夏洛特校区的面对面课程、在线课程，或者结合选择周六在威克森林夏洛特校区进行面对面课程和非同步在线课程的混合模式。

## 校园
维克森林大学商学院的主校园位于北卡罗莱纳州的温斯顿-塞勒姆。该地区以其独特的学术环境和美丽的校园而闻名， 为学习和个人成长提供了良好的氛围。

## 评级
在2024年，《美国新闻与世界报道》“最佳研究生院”排行榜中，该校的非全日制MBA项目在美国排名第19位。
在2021年，商学院在《经济学人》获得了三个全美前五的排名：
美国职业机会排名第2
校友对职业服务评价排名美国第2
管理学硕士课程在美国排名第5（全球排名第24）
在2020年《美国新闻与世界报道》“最佳研究生院”排行榜中，商学院排名第24位。

## 國際關係
威克森林大學商學院與多所國際商學院保持長期合作關係，包括八個國際項目，讓各校的師生能夠在彼此學校進行教學和學習。合作院校包括：法國波爾多商學院；法國里昂管理學院；德國歐洲商學院；印度加爾各答管理學院；俄羅斯商學研究院；德國凱澤斯勞滕大學；德國WHU – 奧托·拜斯海姆管理學院，以及奧地利維也納經濟與商業大學。

## 学生社团和组织
维克森林大学商学院的学生可以从近 20 个社团和组织中进行选择，或者他们可以参加各种活动，包括大巴布科克公开赛和慈善拍卖。学生组织包括黑人商学院学生协会、企业家俱乐部、拉美俱乐部、影响力网络俱乐部、战略与咨询俱乐部、商业女性组织以及联合学位协会。